# أسوار عكا

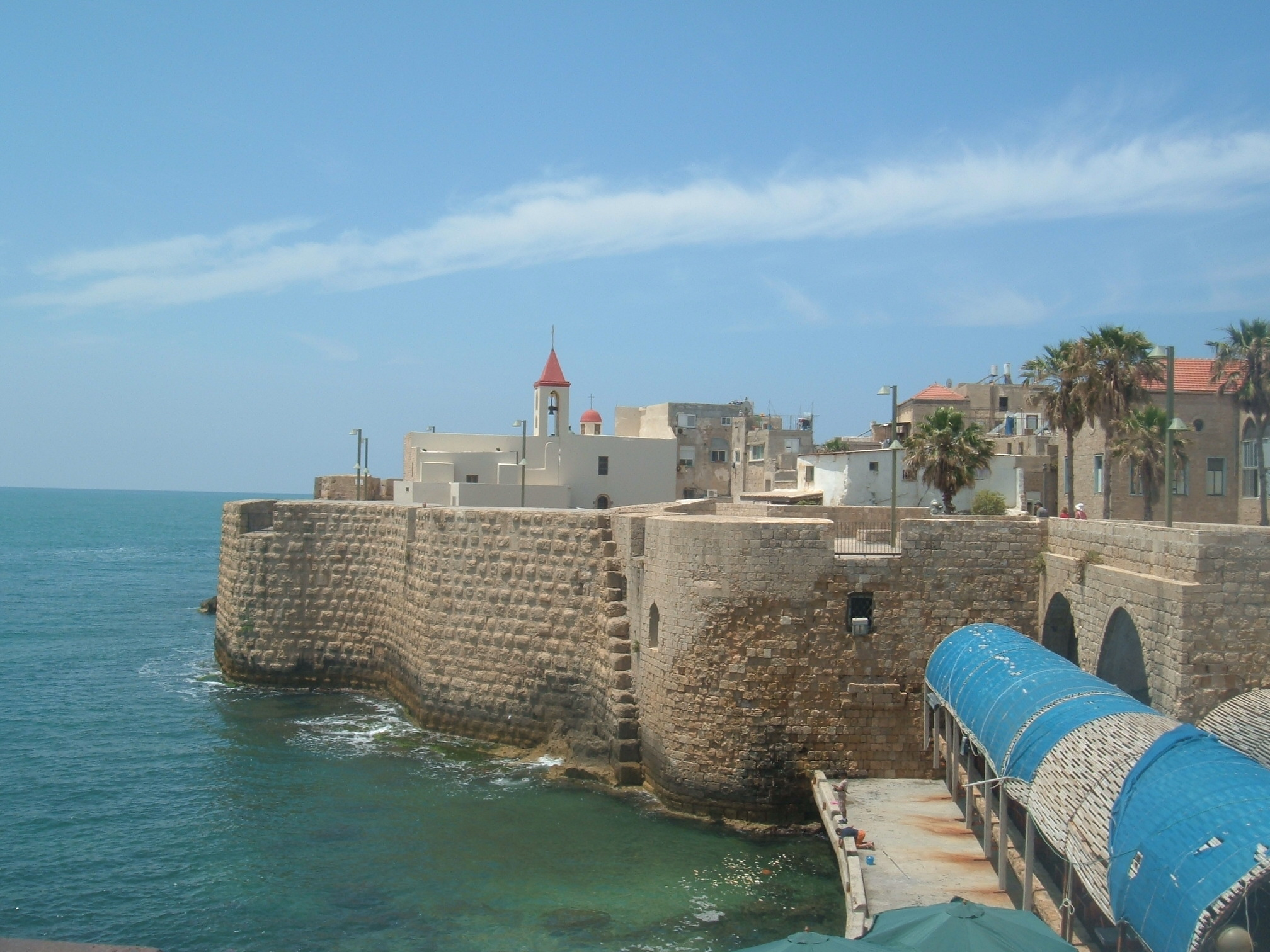
القسم الغربي لأسوار عكا

أسوار عكا هي أسوار بناها القائد ظاهر العمر الزيداني خلال عامي 1750 – 1751، وهي أسوار تحيط بمدينة عكا القديمة.

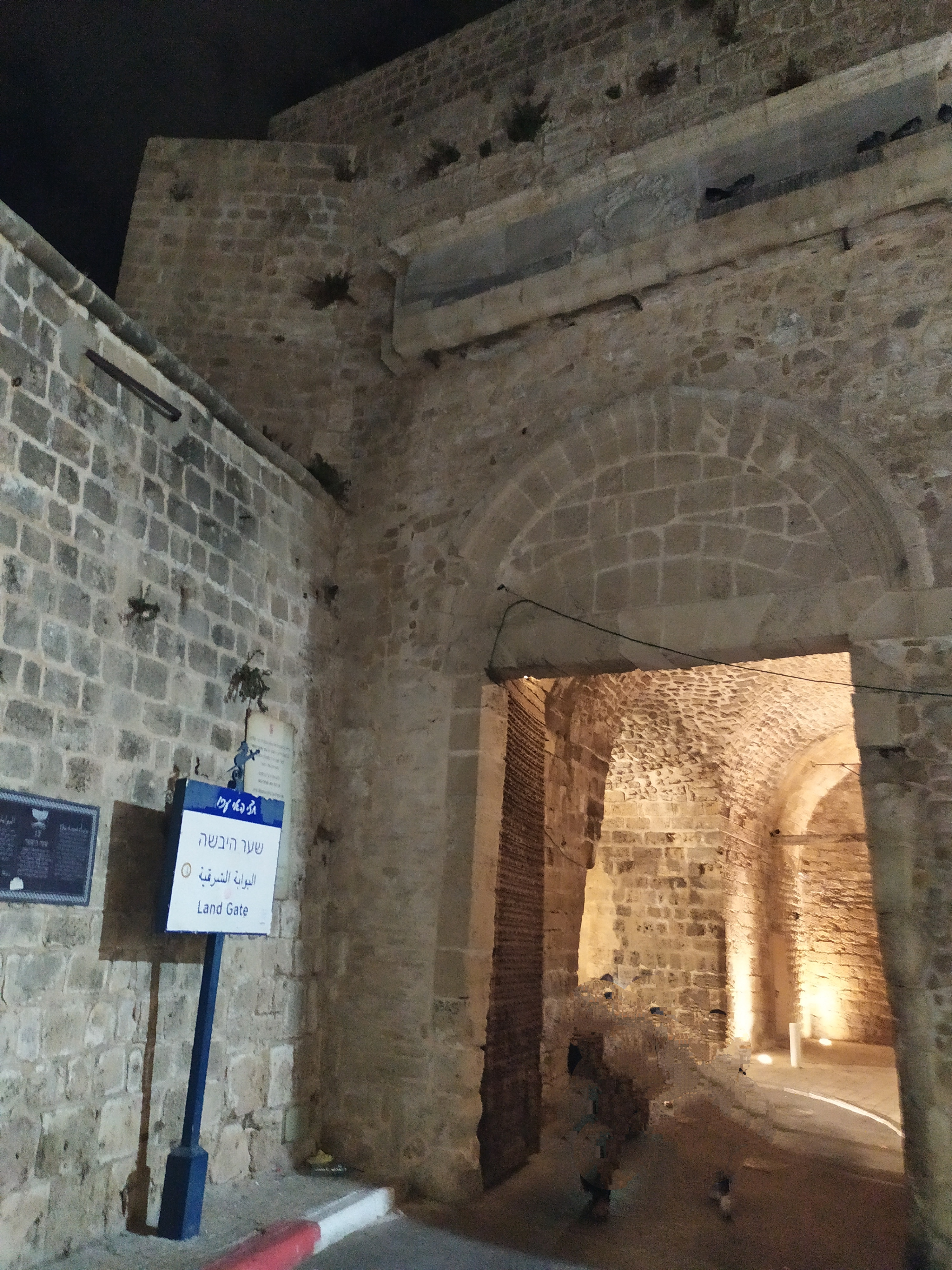
بوابة عكا،أحد المعالم التاريخية في مدينة عكا.

تعد أسوار عكا من أضخم وأعظم الأسوار التاريخية عالمياً؛ لأنّها صدت عن  مدينة عكّا الكثير من الغزوات، وحمتها من الهجمات، والحملات العسكرية التي حاولت الاستيلاء عليها، وتعتبر حملة نابليون بونابرت الأكثر شراسةً من بينها جميعا، لكنها فشلت على الرغم من ذلك بفضل هذه الأسوار.
يحيط السور بالمدينة، ويبلغ طوله حوالي ألفين وثمان مئة وخمس وثلاثين متراً. وله عرض يستطيع فيه الأطفال على سبيل المثال ممارسة كرة القدم بكل أريحية، وبالذات في الجزء الجنوبي الشرقي منه.
يتمّ الصعود إلى سطح السور بواسطة ممرّات عريضة، مبلطة بشكل معين. وتوجد على سطحه أبراج مراقبة صغيرة، تطل على عكّا ككل، مثل برج الحديد، وبرج كريم، وبرج سنجق وغيرها.
أمّا خارجه، فيوجد خندق بعرض كبير جداً، وعمق أكبر. ويمتد سور آخر خارجي بعد الخندق، بحيث يكون هذان السوران متوازيين من الجهة الشرقية وحتى الغربية، بينما يقع الخندق بينهما. وكان يستخدم أثناء الحروب فيقومون بفتح مياه البحر لتملأه كلياً، وبالتالي لا يستطيع الغزاة تجاوزه.

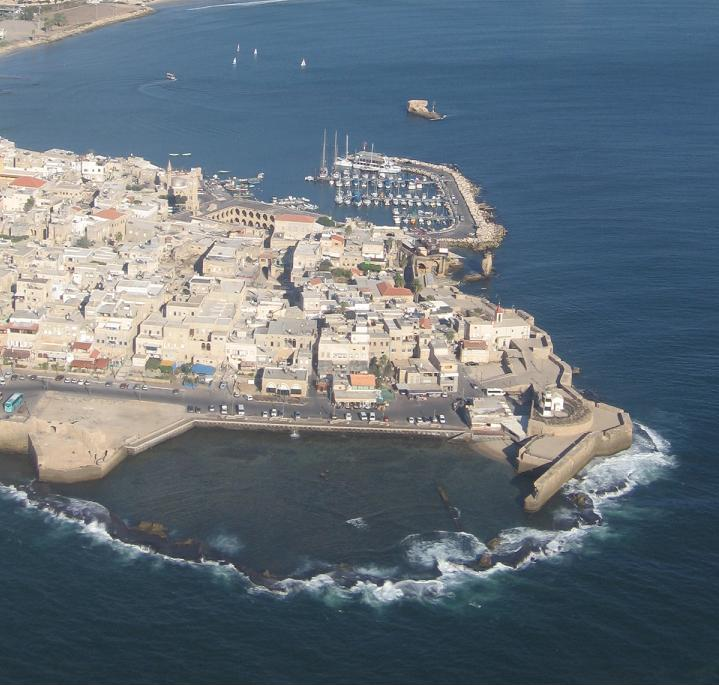
أسوار عكا من الأعلى

تدل الكتب التاريخية على أنّ السور تمّ بناؤه في العهد اليوناني أثناء فترة حكم الإسكندر المقدوني تحديداً، أي في الثلث الأخير من القرن الرابع قبل الميلاد، ثم مرّ بمجموعة من الترميمات والإصلاحات المختلفة عبر المراحل التاريخية التالية، وتعتبر الترميمات الإسلامية هي الأفضل مقارنةً بالبقية؛ ليشكل أقوى حماية لعكّا على مرّ التاريخ منذ بنائه حتى يومنا هذا.

## سهل عكا
يحتل سهل عكا (أو سهل الجليل الغربي) المكان الثاني بين السهول الساحلية، بعد السهل الساحلي* الفلسطيني الذي يمتد من جبل الكرمل حتى رفح على طول الساحل الأوسط والجنوبي من فلسطين. ويقع سهل عكا شمال فلسطين، محصوراً بين جبل الكرمل في الجنوب والحدود الفلسطينية – اللبنانية عند رأس الناقورة في الشمال. ويتقطع سهل عكا من الشمال والجنوب بإنحدارات شديدة في أرض السهل نتيجة ارتفاع سفوح جبل الكرمل الشمالية الشرقية، ونتيجة ارتفاع جبل الناقورة ينقطع بإنحدارات قوية أيضًا مشرفة على السهل على محور شرقي – غربي ينتهي في البحر عند راس الناقورة. وللسهل شكل طولي يمتد مسافة 42 كم من الشمال إلى الجنوب. ويتراوح عرضه بين 6 كم في أقصى الشمال، و12 كم في الوسط والجنوب. وتقدر مساحته بنحو 530كم². وتقصر بعض المصادر تسمية سهل عكا على السهل الواقع شرقي حيفا – عكا فقط.

## حصار نابليون
بلغت عكا أوج مجدها عام 1214هـ/1799م عندما أوقفت زحف نابليون الذي وصل إليها، بعد أن تم له الاستيلاء على مصر وسواحل فلسطين، وقام بمحاصرتها براً وبحراً مواصلاً هجماته العنيفة على أسوارها من 21 آذار إلى 20 أيار، وجاعلاً قاعدته تل الفخار الواقع في ظاهرها، والذي أصبح بعد ذلك يعرف باسمه أيضاً. على انه اضطر إلى الانسحاب بعد ذلك بفضل صمود الجزار ومساعدة الأسطول الانكليزي بقيادة السير سدني سميث الذي استولى على الأسطول الفرنسي ونقل مدافعه الكبيرة إلى عكا معززاً بذلك أسوارها. وبهذا النصر المبين تلاشت أحلام نابليون بالاستيلاء على الشرق. وقد خلف الجزار في الحكم سليمان باشا، فرمم ما خلفته حملة نابليون من دمار في أسوار المدينة وحصونها ومختلف مرافقها وأصلحه وجدده، فأعاد بناء جامع المجادلة وجامع البحر، وجر المياه إلى عكا من نبع الكابري. وأمر بإقامة بستان دعاه باسم ابنته فاطمة عام 1816م وقد غرس في ذلك البستان الزهور والأشجار المثمرة، وتضمن أربعة قصور وبركة ماء جرت لها المياه من نبع الكابري. وأقيم لسان خشب على الميناء تسهيلاً لنزول المسافرين إلى القوارب وصعودهم منها إلى البر، وأعيد بناء السوق الأبيض.